# 隆岑
隆岑（德語：Lontzen，德語發音：[ˈlɔntsn̩]）是比利时瓦隆大区列日省韋爾維耶區的一个语言便利市镇，通行德语，是比利時德語社群与东比利时的一部分，人口5,695人（2018年1月1日）。作为一个语言便利市镇，隆岑市政部门为法语使用者提供法语服务。